# Bambi-Verleihung 1984 (Mai)
Die 35. Bambi-Verleihung fand am 19. Mai 1984 im Burda-Verlagszentrum in München statt. Die Preise beziehen sich auf das Jahr 1983.

## Die Verleihung
Die im eigenen Verlagszentrum ausgetragene Verleihung hatte abermals wenige Höhepunkte. So wurde Pamela Sue Martin, die den Bambi für ihre Rolle im Denver-Clan erhielt, zum Star des Abends. Bei den Leserwahlen gewannen Gitte Hænning knapp vor Nena in der Kategorie Beliebteste Sängerin sowie in der Kategorie Beliebtestes Schauspielpaar in einer großen Familienserie Peter Weck und Thekla Carola Wied, die sich für Ich heirate eine Familie gegen Uschi Glas und Elmar Wepper (für Unsere schönsten Jahre) durchsetzen konnten.

## Preisträger
Aufbauend auf der Bambidatenbank.

### Förderung der neuen Medien
Bernhard Vogel

### Großartige sportliche Leistungen
Peter Angerer

### Beliebteste Sängerin des Jahres
Gitte Hænning

### Schauspielerische Leistung
Pamela Sue Martin für Der Denver-Clan

Götz George für Tatort

### Beliebtestes Schauspielpaar in einer großen Familienserie
Peter Weck und Thekla Carola Wied für Ich heirate eine Familie

## Mögliche weitere Gewinner
Bereits seit 1954 wurden Bambi-Verleihungen in den ersten Monaten des Folgejahres durchgeführt. 1984 wurde dies umgestellt. Dies hatte zur Folge, dass es in diesem Jahr zwei Bambi-Verleihungen gab, eine im Mai für 1983 und eine im Dezember für 1984. Andererseits geben Veröffentlichungen über jährlich stattfindende Preisverleihungen, insbesondere auch des Bambi, die Sieger meist nur mit Jahreszahl an. Die folgenden Preisträger erhielten bei einer der beiden Bambi-Verleihungen 1984 einen Bambi.

### Beliebte Fernsehunterhaltung
Wolfgang Penk

### Frau des Jahres
Hanna Schygulla

### Beliebtester Auslandskorrespondent
Dieter Kronzucker

### Nachwuchsschauspielerin
Anja Jaenicke

### Verbesserung des Programms, wirtschaftliche Gesundung des NDR
Friedrich Wilhelm Räuker